# Chasmoptera mathewsi
Chasmoptera mathewsi är en insektsart som beskrevs av Koch 1967. Chasmoptera mathewsi ingår i släktet Chasmoptera och familjen Nemopteridae. Inga underarter finns listade i Catalogue of Life.